# C/1927 X1 (Skjellerup-Maristany)
C/1927 X1 (Skjellerup-Maristany) ist ein Komet, der in den Jahren 1927 und 1928 auch am Tage mit dem bloßen Auge gesehen werden konnte. Er wird aufgrund seiner außerordentlichen Helligkeit zu den „Großen Kometen“ gezählt.

## Entdeckung und Beobachtung
Nur wenige helle Kometen in der Geschichte standen so ungünstig am Himmel wie dieser. Es konnte theoretisch gezeigt werden, dass die geometrischen Bedingungen für die Sichtbarkeit eines Kometen derart sein können, dass seine Beobachtung unmöglich wird. Dieser Komet war nahe an diesem schlechtesten aller Fälle. Wenn er nicht so außergewöhnlich hell geworden wäre, hätte er in der kurzen Zeit seines Erscheinens leicht übersehen werden können.
Der Komet wurde zuerst am Morgenhimmel des 27. November 1927 von mindestens 10 Personen bemerkt. Es ist unmöglich zu sagen, wie viele unabhängige und unerkannte Entdeckungen es gegen Ende November und Anfang Dezember gab. Eine der ersten Entdeckungen erfolgte in Neuseeland am 28. November, aber die Nachricht darüber verspätete sich leider. Der erste Bericht, der die zuständigen Behörden erreichte, war von John Francis Skjellerup, einem Südafrikaner, der zu der Zeit in Melbourne lebte und bereits 4 Kometen in Südafrika entdeckt hatte, darunter 5 Jahre zuvor den von ihm wiedergefundenen kurzperiodischen Kometen 26P/Grigg-Skjellerup. Seine Entdeckung war ein Glücksfall, da er gar keine Absicht hatte, Kometen zu suchen. Er wurde am 4. Dezember frühmorgens unsanft durch ein Geräusch geweckt, weil eine Katze etwas umgestoßen hatte. Als er feststellte, dass der Himmel aufgeklart war, wollte er die Gelegenheit nutzen und fand dabei rasch den neuen Kometen.
Am nächsten Morgen gab es eine weitere unabhängige Entdeckung durch einen Beobachter in New Plymouth und dann noch eine weitere durch Edmundo Maristany in La Plata am Vormittag des 5. Dezember. Zu der Zeit hatte der Komet bereits eine Helligkeit von 2 mag erreicht und besaß einen Schweif von 3° Länge. Durch seine starke südliche Deklination konnte der Komet Anfang Dezember sowohl am Morgen- als auch am Abendhimmel gesehen werden, aber nur tief über dem Horizont in der Dämmerung. Er erschien als hell glitzerndes gelbes Objekt mit einem blassgelben Schweif, der sich zum Ende hin aufweitete.
Um die Zeit seines Periheldurchgangs stand der Komet für kurze Zeit nördlich und sehr nahe der Sonne und konnte dann auch von der Nordhalbkugel aus beobachtet werden. Am Vormittag des 15. Dezember wurde der Komet zufällig bei einer Sonnenbeobachtung am Kodaikanal-Sonnenobservatorium in Indien aufgefunden, weitere Beobachtungen gab es an den folgenden Tagen in Hannover und an den Sternwarten von Bergedorf, Sonneberg, Potsdam, Yerkes, Wellesley und Harvard, als Helligkeiten von 1 mag und Schweiflängen von 8° berichtet wurden.
An diesen wenigen Tagen um die Mitte Dezember war der Komet ein auffälliges Objekt und konnte vielfach am Tageshimmel beobachtet werden. Skjellerup selbst konnte ihn am 15. Dezember nur 2° von der Sonne entfernt sehen. Der Komet wurde dabei heller als der Große Januarkomet C/1910 A1 und erreichte am 16. Dezember mindestens −6 mag. Er war damit auch heller als die Großen Sonnenstreifer C/1843 D1, C/1882 R1 und C/1965 S1 (Ikeya-Seki). Diese extreme Helligkeit lag nicht nur an seiner geringen Periheldistanz, sondern auch am Effekt der Vorwärtsstreuung des Sonnenlichts durch die Eis- und Staubpartikel um den Kometenkern, als er nahezu zwischen Sonne und Erde stand. Bereits zwei Tage später war die Helligkeit nämlich bereits wieder bis auf etwa −1 mag gesunken und am 20. Dezember gelang die letzte Beobachtung am Tageshimmel nur noch mit einem Teleskop.
Bald darauf stand der Komet wieder südlich der Sonne und die Helligkeit nahm schnell ab. An den letzten Dezembertagen und den ersten Januartagen wurden aber noch Schweiflängen von bis zu 35° berichtet. Die Schweifbeobachtungen am 3. Januar 1928 waren die letzten Sichtungen des Kometen mit bloßem Auge, im Laufe des Februars sank die Helligkeit von 9 auf 10 mag und die letzte Sichtung erfolgte am 28. April in Johannesburg.
Der Komet erreichte am 8. Dezember eine Helligkeit von 1 mag. Nach anderen Angaben erreichte die Helligkeit im Maximum −6 mag.

## Wissenschaftliche Auswertung
Am 16. Dezember 1927 wurde der Komet von einem Waldarbeiter in Flagstaff am Tageshimmel entdeckt, der seine Beobachtung an das Lowell-Observatorium meldete, das anscheinend zuvor keine Information über den Kometen erhalten hatte. Carl Otto Lampland stellte daraufhin in den folgenden Tagen zum ersten Mal überhaupt Messungen an einem Kometen im infraroten Licht an, indem er ihn am Tageshimmel mit einem Radiometer durch ein 42-Zoll-Spiegelteleskop vermaß. Erst beim Kometen C/1965 S1 (Ikeya-Seki) wurden wieder Beobachtungen im Infraroten durchgeführt.
Durch die starke Vorwärtsstreuung des Sonnenlichts im Staub der Kometenhülle während der Zeit, als der Komet zwischen Sonne und Erde durchging, überdeckte das Kontinuum im Spektrum des Kometen alle Emissionslinien, die möglicherweise zu sehen gewesen wären. Dieses spektroskopische Verhalten ähnelte dem des Januarkometen C/1910 A1. Und ebenso wie bei diesem konnten einige Tage später starke Natrium-Linien festgestellt werden.
Kurz nach dem Erscheinen des Kometen berechnete Bahnelemente wurden zunächst dahingehend interpretiert, dass er eine Wiederkehr des Kometen 122P/de Vico von 1846 sein könnte. Dies erwies sich später als falsche Annahme.
In neuerer Zeit konnten Brian Marsden, Zdenek Sekanina und Edgar Everhart im Jahr 1978 Bahnelemente einer elliptischen Umlaufbahn für den Kometen berechnen. Außerdem bestimmten sie Werte für seine ursprüngliche und zukünftige Bahn. Nach ihrer Berechnung bewegte er sich lange vor seiner Passage des inneren Sonnensystems auf einer elliptischen Bahn mit einer Großen Halbachse von etwa 600 AE. Für seine zukünftige Bahn ergab sich eine Große Halbachse von etwa 1100 AE.

## Umlaufbahn
Für den Kometen konnte aus 34 Beobachtungsdaten über 115 Tage eine elliptische Umlaufbahn bestimmt werden, die um rund 85° gegen die Ekliptik geneigt ist. Die Bahn des Kometen liegt damit leicht schräg gestellt zu den Bahnebenen der Planeten. Im sonnennächsten Punkt der Bahn (Perihel), den der Komet am 18. Dezember durchlaufen hat, befand er sich mit etwa 26,4 Mio. km Sonnenabstand im Bereich weit innerhalb der Umlaufbahn des Merkur. Bereits am 12. Dezember war die größte Annäherung an die Erde bis auf etwa 112,1 Mio. km (0,75 AE) Abstand erfolgt und am 14. Dezember hatte er mit etwa 97,5 Mio. km die kleinste Distanz zur Venus erreicht. Am 31. Dezember passierte der Komet in etwa 38,6 Mio. km Abstand den Merkur und am 6. Februar 1928 folgte noch ein außergewöhnlich naher Vorbeigang am Mars in nur etwa 28,6 Mio. km Abstand.
In der Nähe des absteigenden Knotens seiner Umlaufbahn bewegte sich der Komet um den 22. Januar 1928 in großer Nähe zur Erdbahn, und zwar in nur etwa 4,9 Mio. km (0,033 AE) Abstand dazu. Die Erde erreichte diese Stelle ihrer Bahn aber erst 4 ½ Monate später um den 8. Juni 1928.
Nach den Bahnelementen von Marsden, Sekanina und Everhart, die keine nicht-gravitativen Kräfte auf den Kometen berücksichtigen, hatte seine Bahn lange vor seiner Passage des inneren Sonnensystems noch eine Exzentrizität von etwa 0,99971 und eine Große Halbachse von etwa 600 AE, so dass seine Umlaufzeit bei etwa 14.500 Jahren lag. Durch die Anziehungskraft der Planeten, insbesondere durch nahe Vorbeigänge am Jupiter im Dezember 1927 in etwa 4 ¾ AE und am Saturn im Juli 1929 in etwa 5 ⅓ AE Distanz, wurde seine Bahnexzentrizität aber auf etwa 0,99984 und seine Große Halbachse auf über 1100 AE vergrößert, so dass sich seine Umlaufzeit mehr als verdoppelt. Er wird demnach möglicherweise erst nach 36.500 Jahren in das innere Sonnensystem zurückkehren. In Anbetracht der relativ unsicheren Bahnparameter sind alle angegebenen Daten nur als ungefähre Werte zu betrachten.

## Rezeption in der Literatur
In J. R. R. Tolkiens Die Briefe vom Weihnachtsmann wird in dem Brief aus dem Jahr 1927 als ein bemerkenswertes Ereignis neben anderen erwähnt, dass es am Nordpol so dunkel war, dass der Weihnachtsmann einen Kometen anheuerte, um ihm das Packen zu ermöglichen.